# Ringstraße (Berlin-Lichterfelde)
Die Ringstraße ist eine Straße im Berliner Ortsteil Lichterfelde.

## Lage
Die Ringstraße liegt in der Ortslage Lichterfelde West des Ortsteils Lichterfelde. Die 2300 Meter lange Straße beginnt als weiterer Verlauf der Carstennstraße. Zuerst verläuft sie etwa 150 Meter in nördliche Richtung. Danach knickt sie Richtung Nordosten ab und verläuft etwa 1100 Meter in dieselbe Richtung. Nachdem die Ringstraße die Drakestraße kreuzt, wird sie nach einer Abzweigung schmaler. Ab dort verläuft sie etwa 1000 Meter in östliche Richtung.

## Geschichte
Im Jahr 1865 erwarb der Unternehmer Johann Anton Wilhelm von Carstenn die bei Berlin gelegenen Güter Lichterfelde und Giesensdorf, mit dem Ziel dort eine Villenkolonie für das gehobene Bürgertum entstehen zu lassen. Als Vorgänger der heute als Carstenn-Figur bekannten Art ließ Carstenn auf den zu Lichterfelde gehörenden Feldern Straßen- und Bahnanlagen anlegen. Die Ringstraße war ein geplanter Ring um die neugegründete Villenkolonie. Bis 1899 reichte die Ringstraße vom Parkfriedhof Lichterfelde bis zum alten Dorfkern von Lichterfelde, der an dem heutigen Hindenburgdamm liegt. Der Abschnitt vom Friedhof bis zur Finckensteinallee wurde 1899 in Carstennstraße umbenannt. An der Ringstraße entstand 1896 die Realschule zu Lichterfelde (heute: Lilienthal-Gymnasium), 1906 das Amtsgericht und Gefängnis Lichterfelde und 1914 die Johanneskirche.

## Bauwerke
An der Ringstraße befinden sich eine Vielzahl denkmalgeschützter Gesamtanlagen und einzelner Baudenkmale. Die meisten der denkmalgeschützten Bauten stammen aus den Jahren 1890–1910. An der Ringstraße liegen neben einzelnen Baudenkmalen außerdem mehrere Gesamtanlagen wie zum Beispiel das Bauensemble um den Karlplatz, zu dem mehr als 25 denkmalgeschützte Bauwerke gehören.

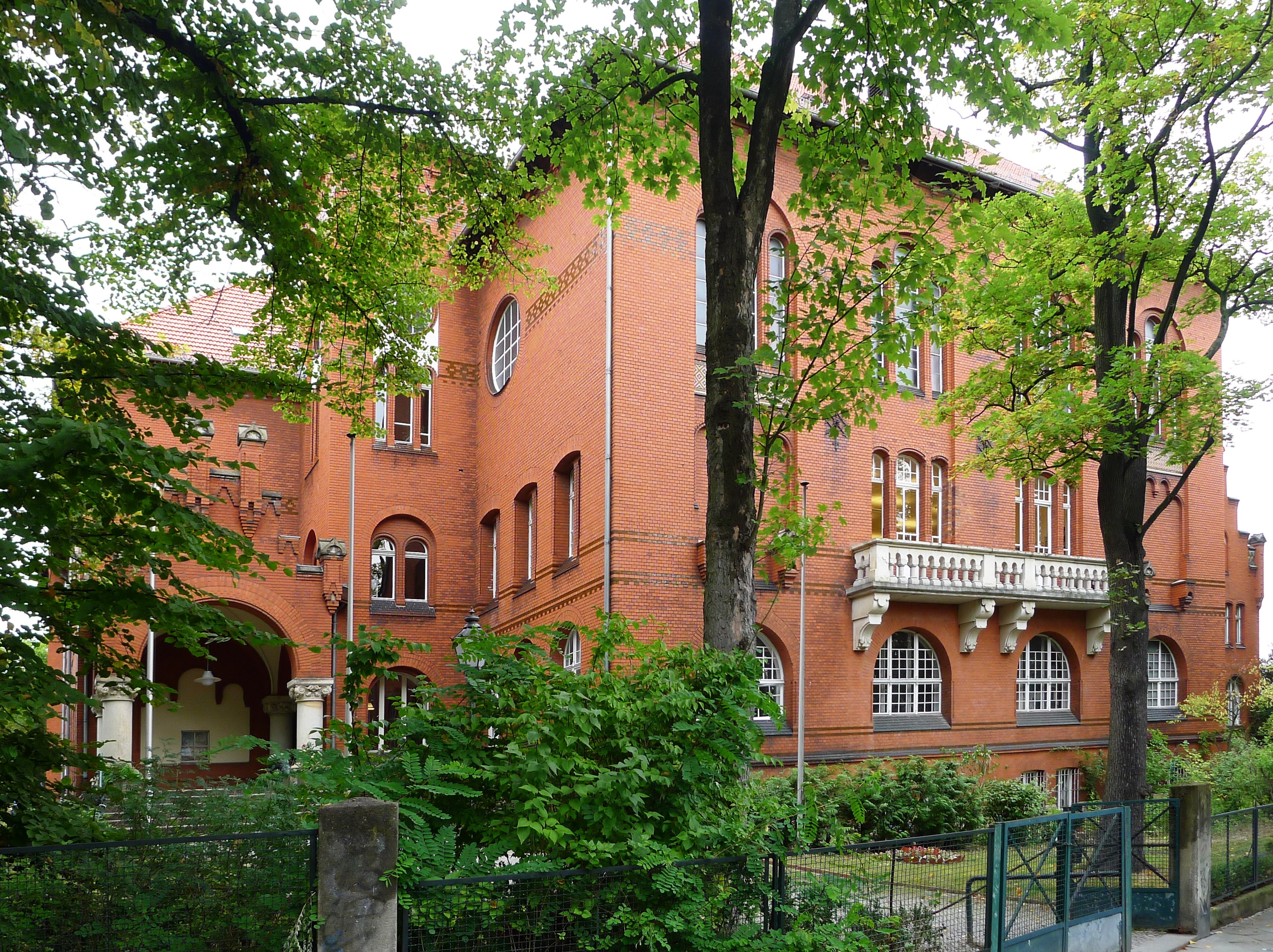
Lilienthal-Gymnasium (erbaut 1896)
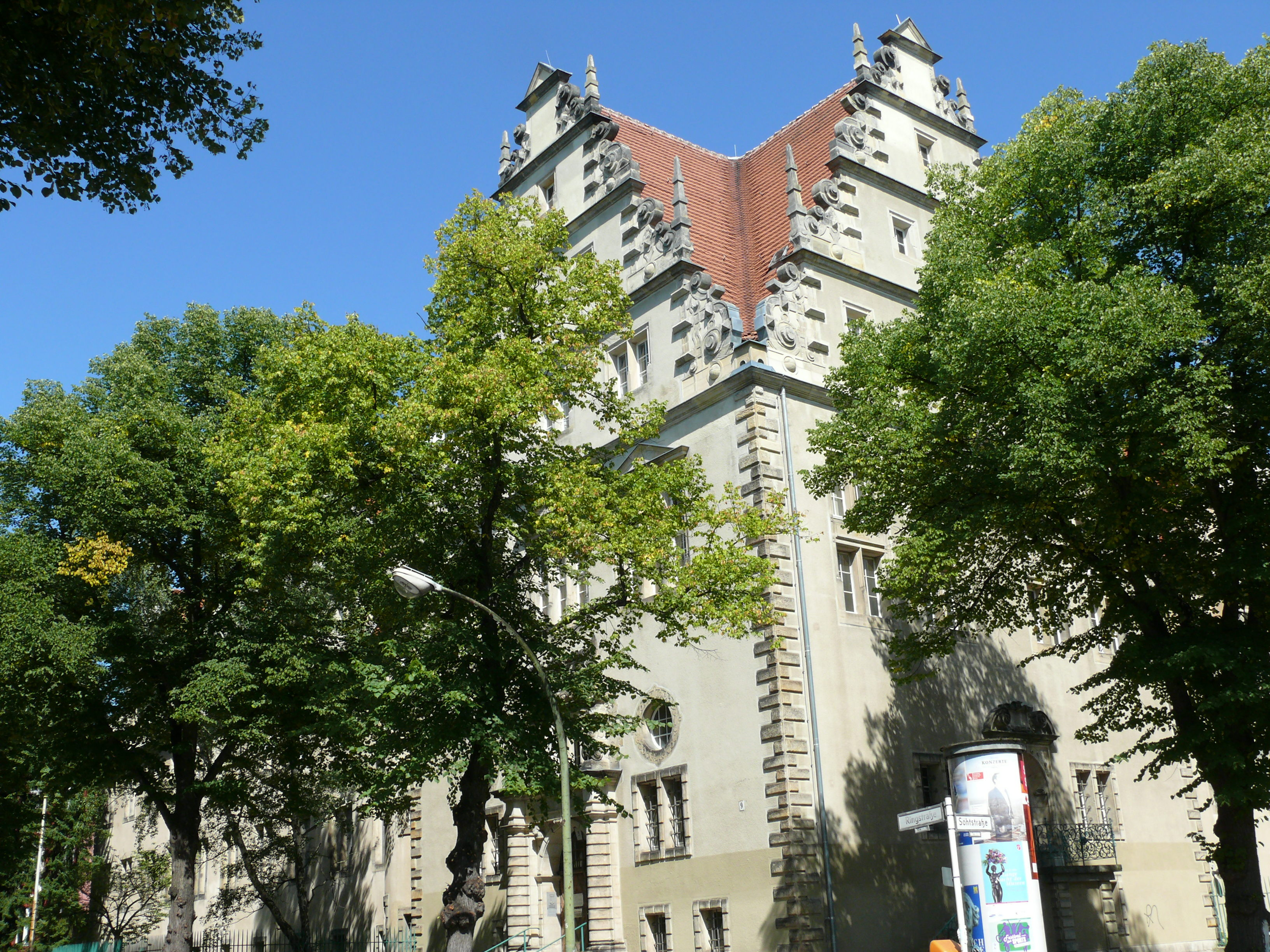
Amtsgericht und Gefängnis Lichterfelde (erbaut 1906)
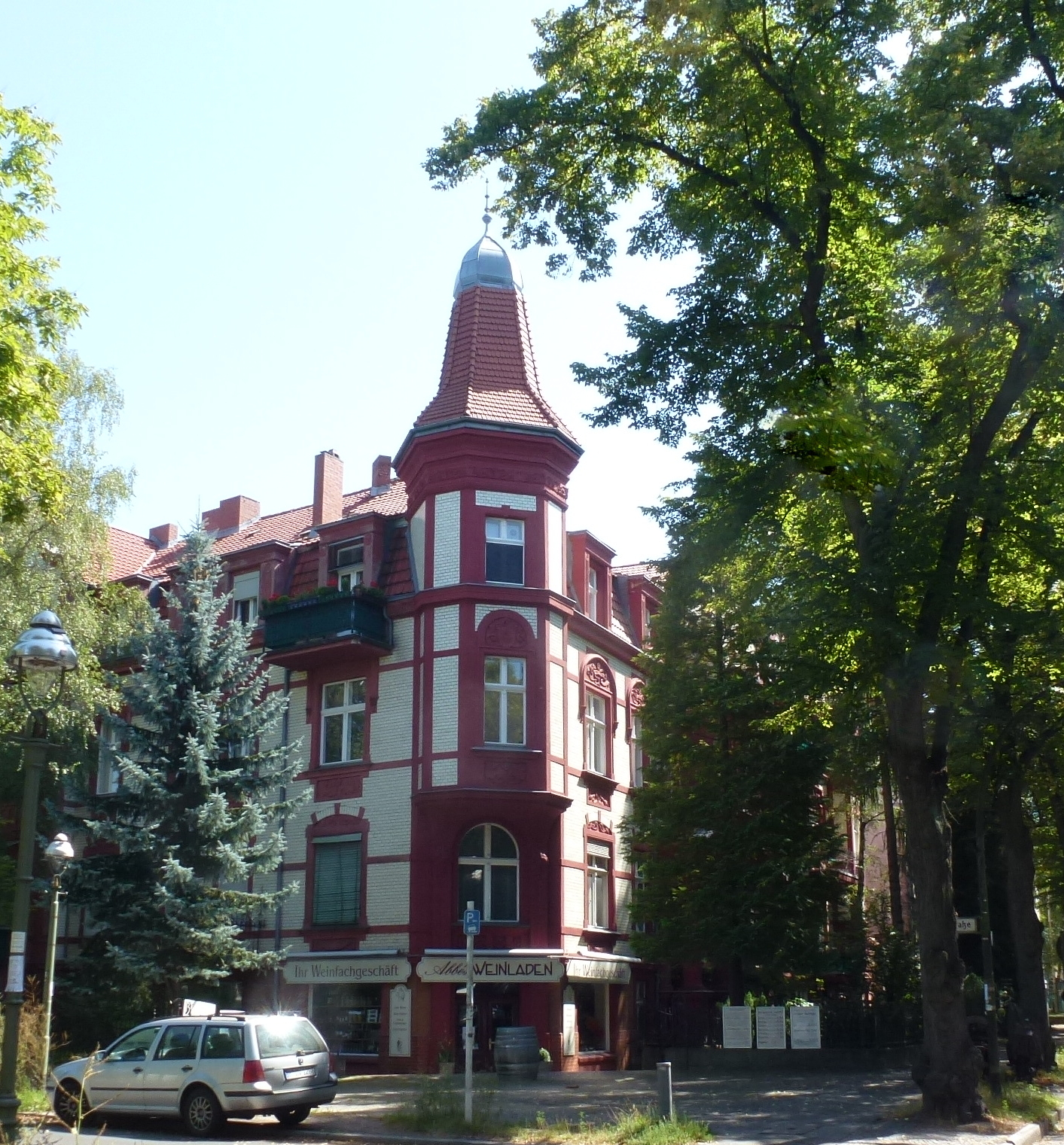
Mietshaus Ringstraße 10/10a (erbaut 1904)
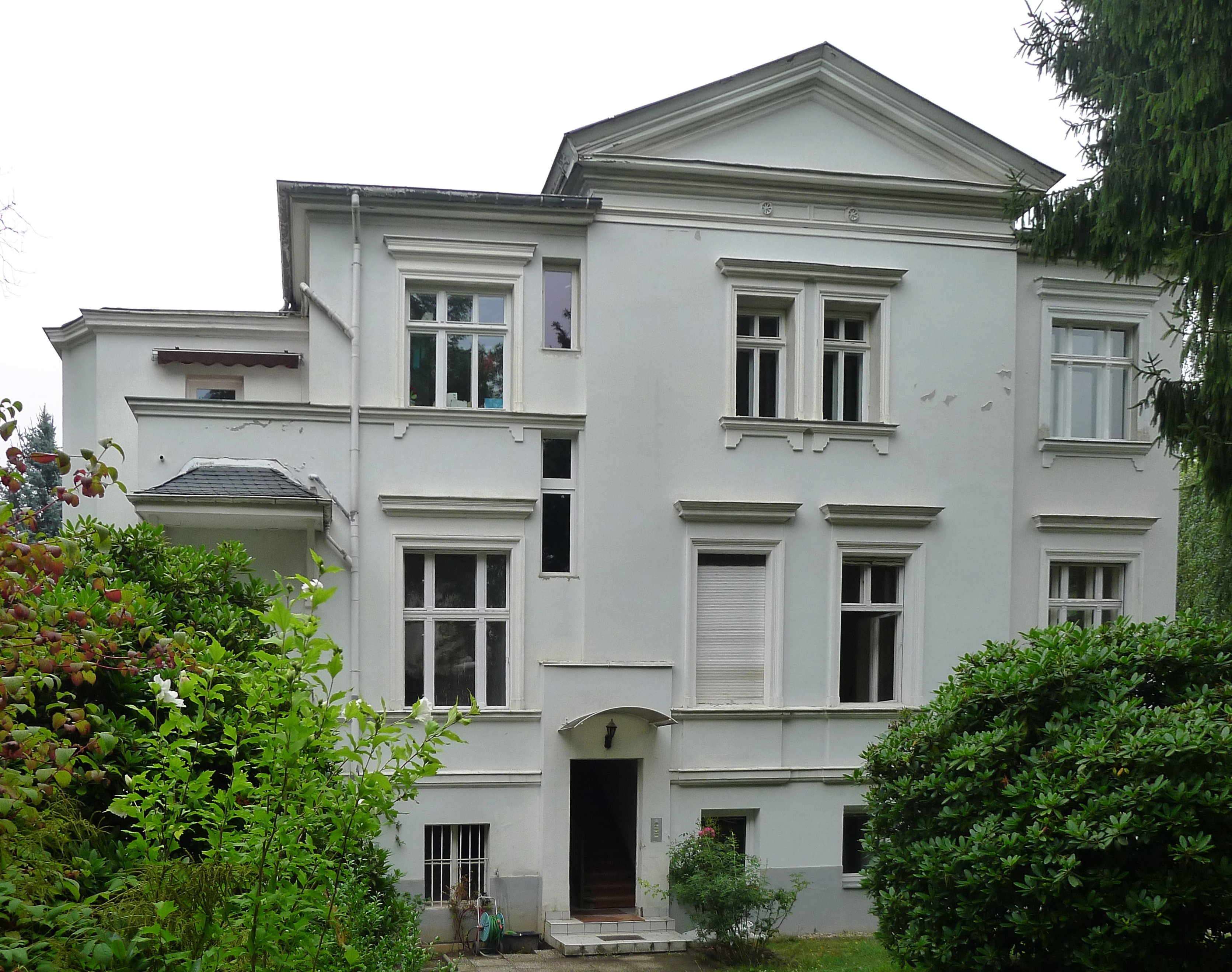
Wohnhaus Ringstraße 10b (erbaut 1872)
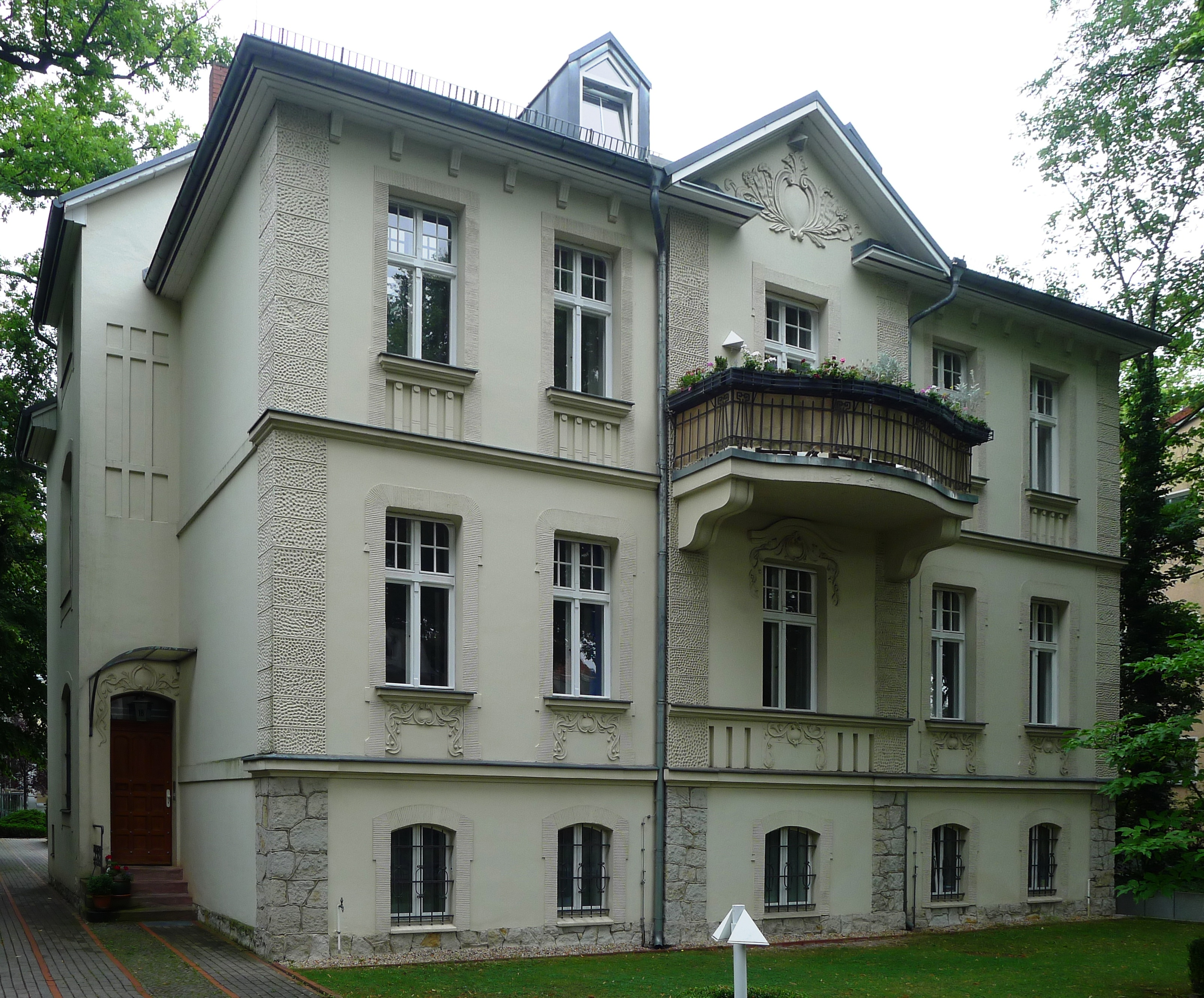
Zweifamilienhaus Ringstraße 18 (erbaut 1907)
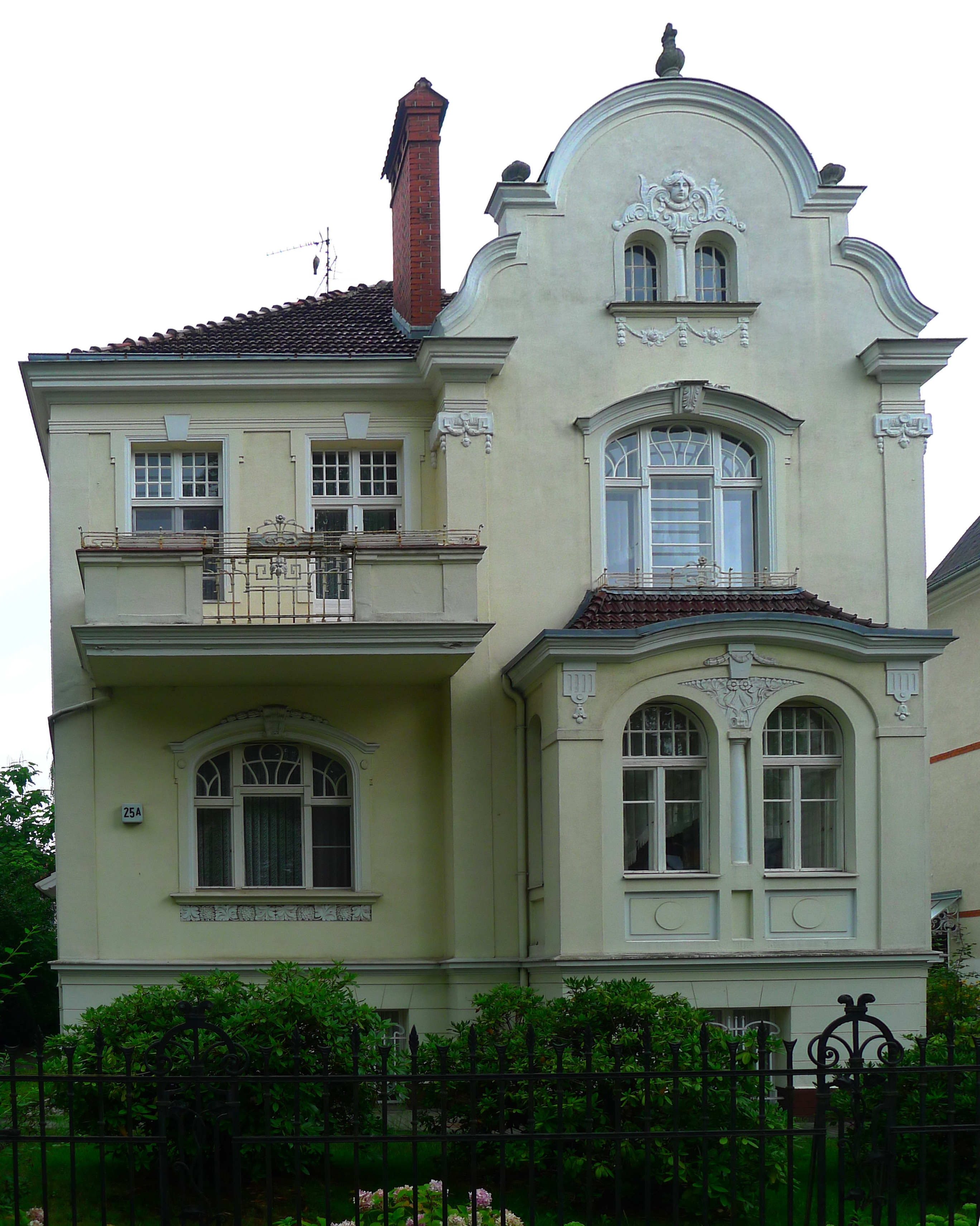
Wohnhaus Ringstraße 25a (erbaut 1906)
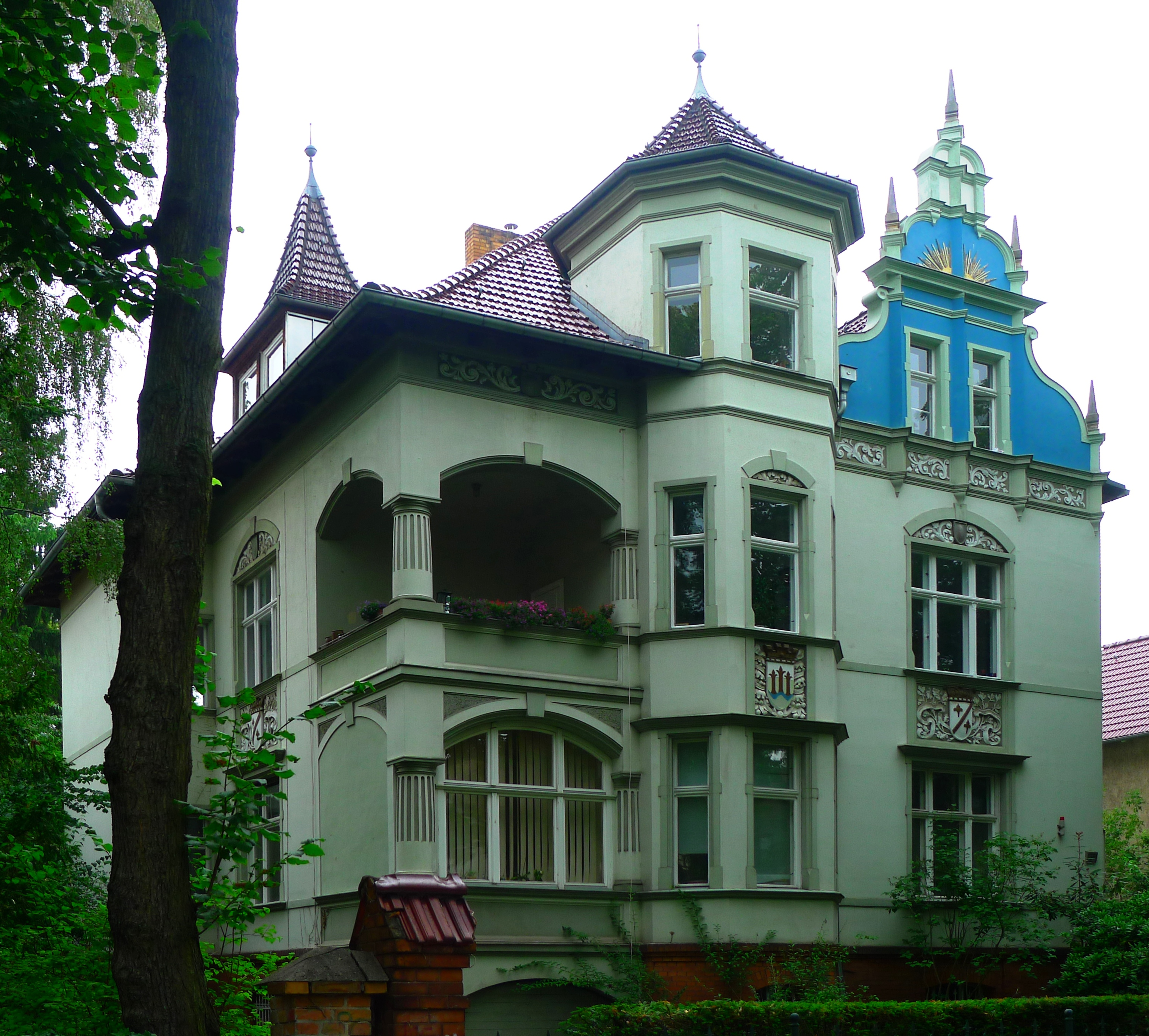
Mietshaus Ringstraße 27 (erbaut 1896)
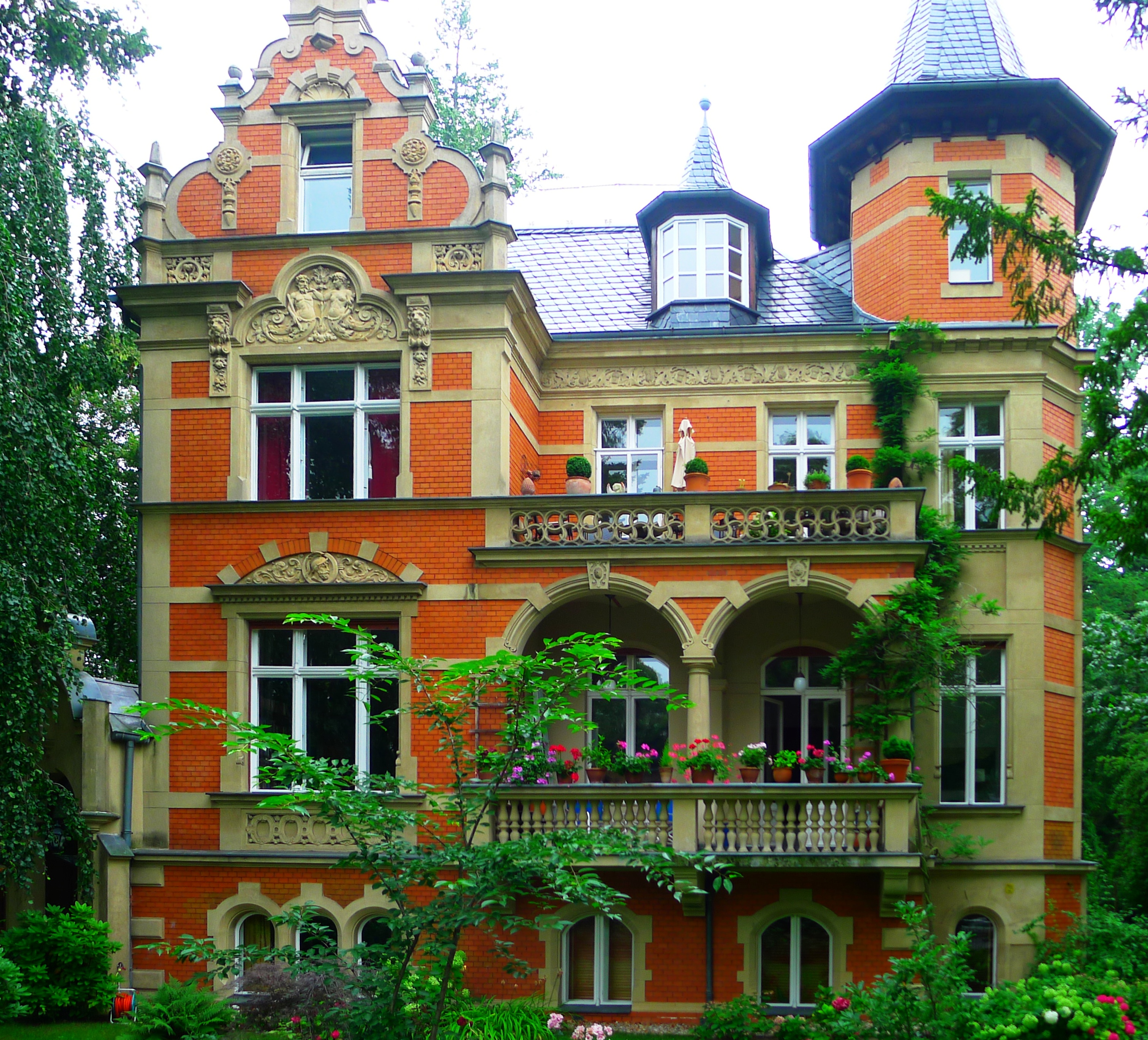
Villa Ringstraße 28 (erbaut 1898)
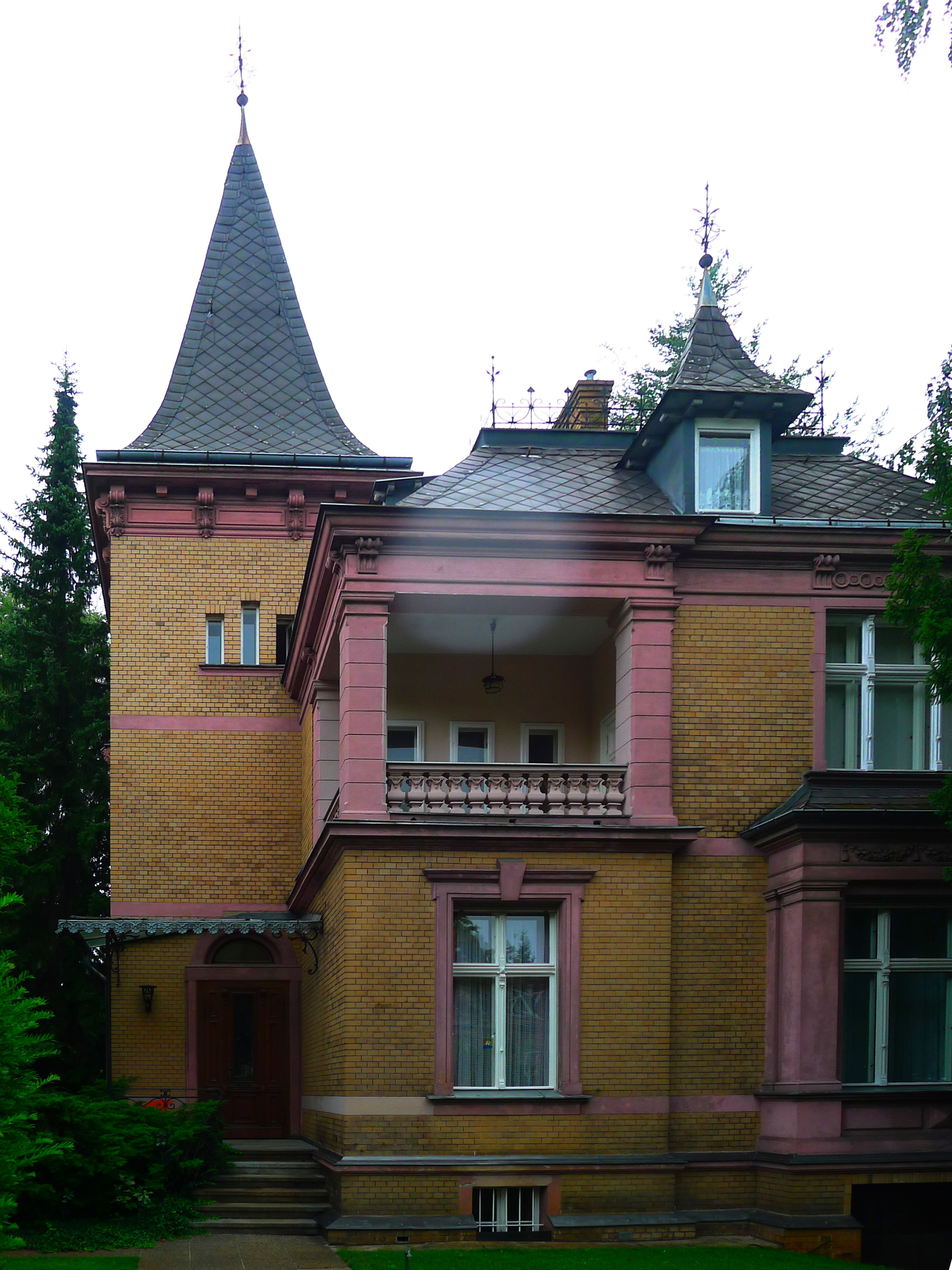
Wohnhaus Ringstraße 29 (erbaut 1893)
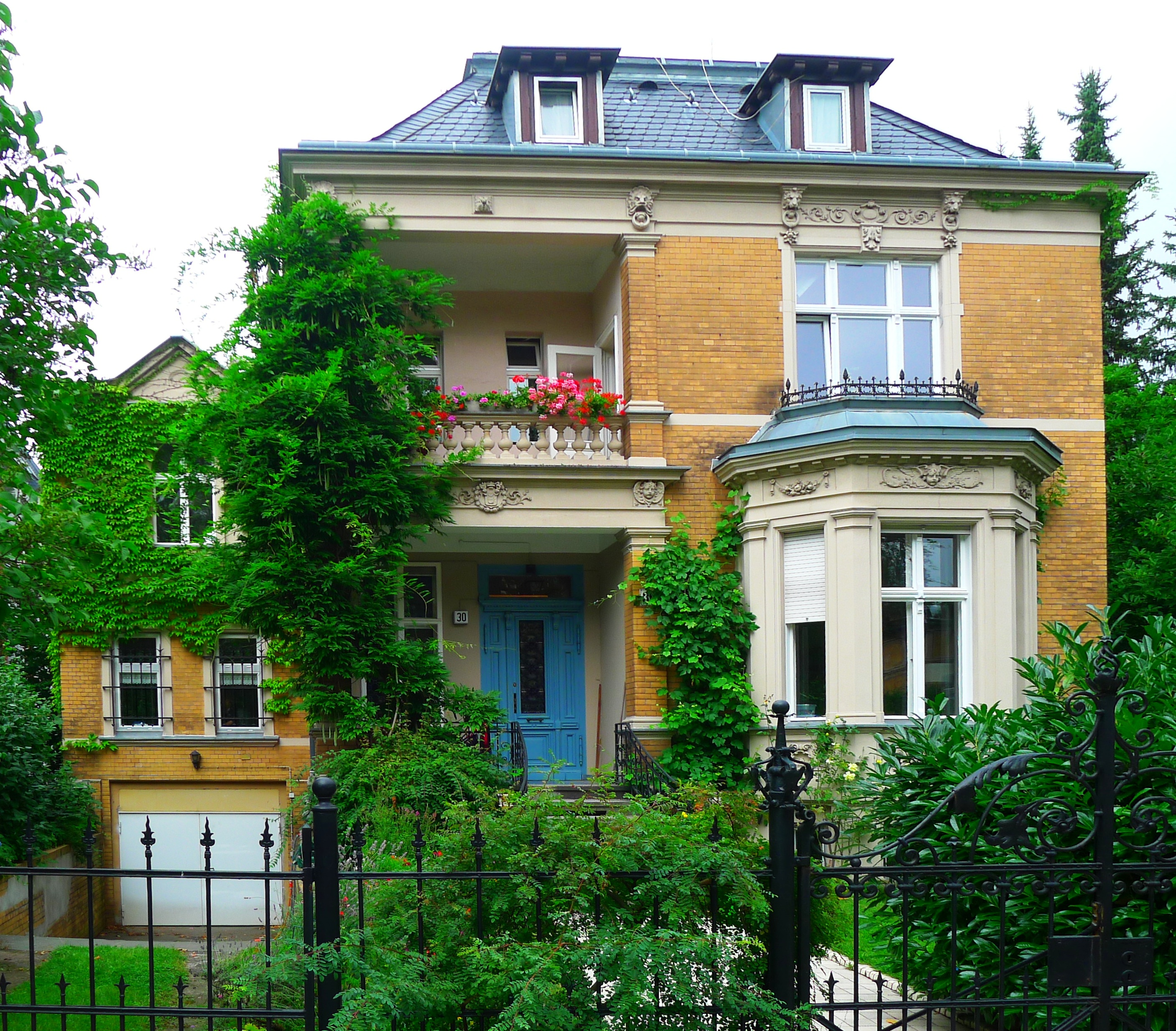
Wohnhaus Ringstraße 30 (erbaut 1894)
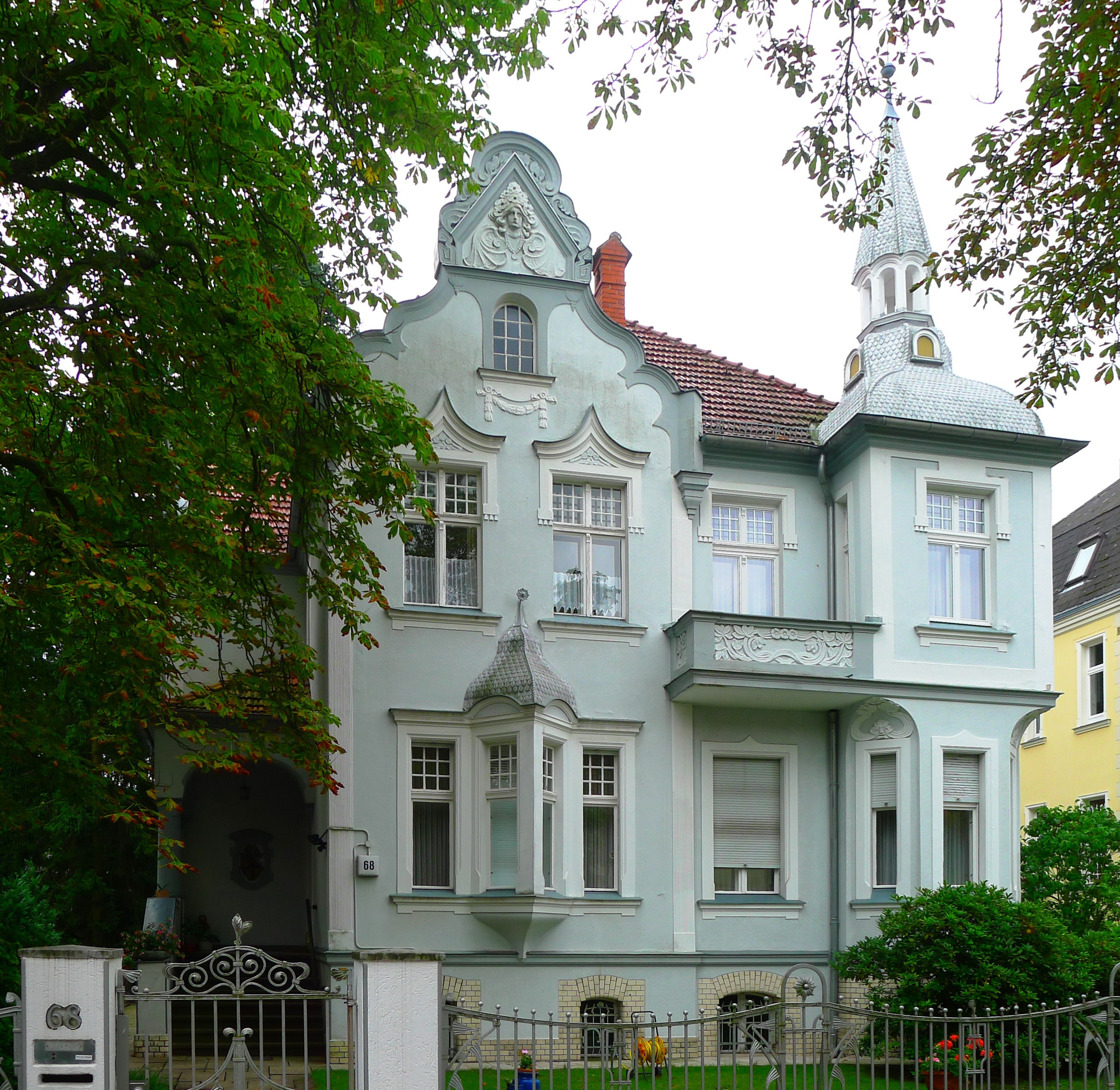
Wohnhaus Ringstraße 68 (erbaut 1905)
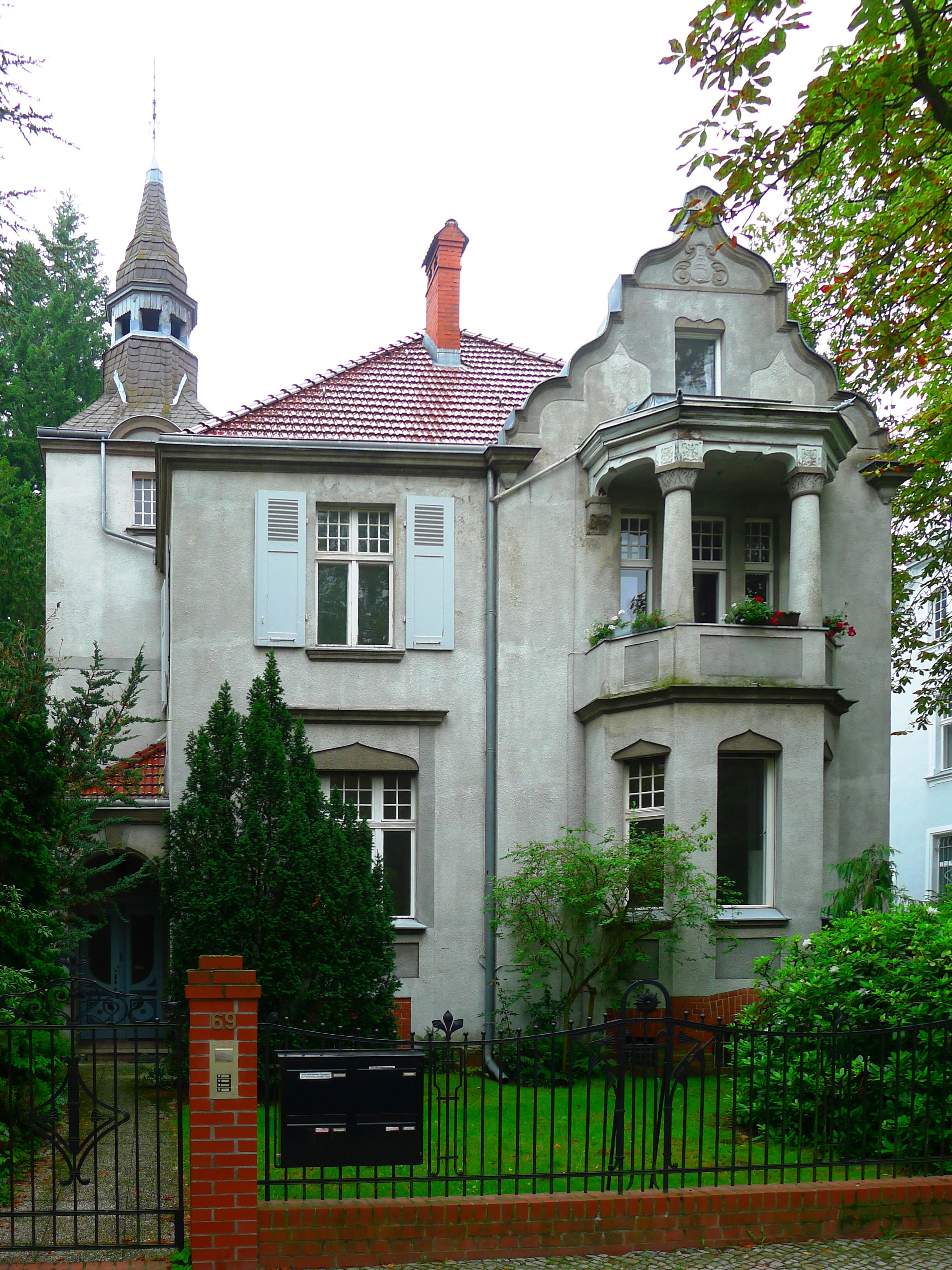
Wohnhaus Ringstraße 69 (erbaut 1903)
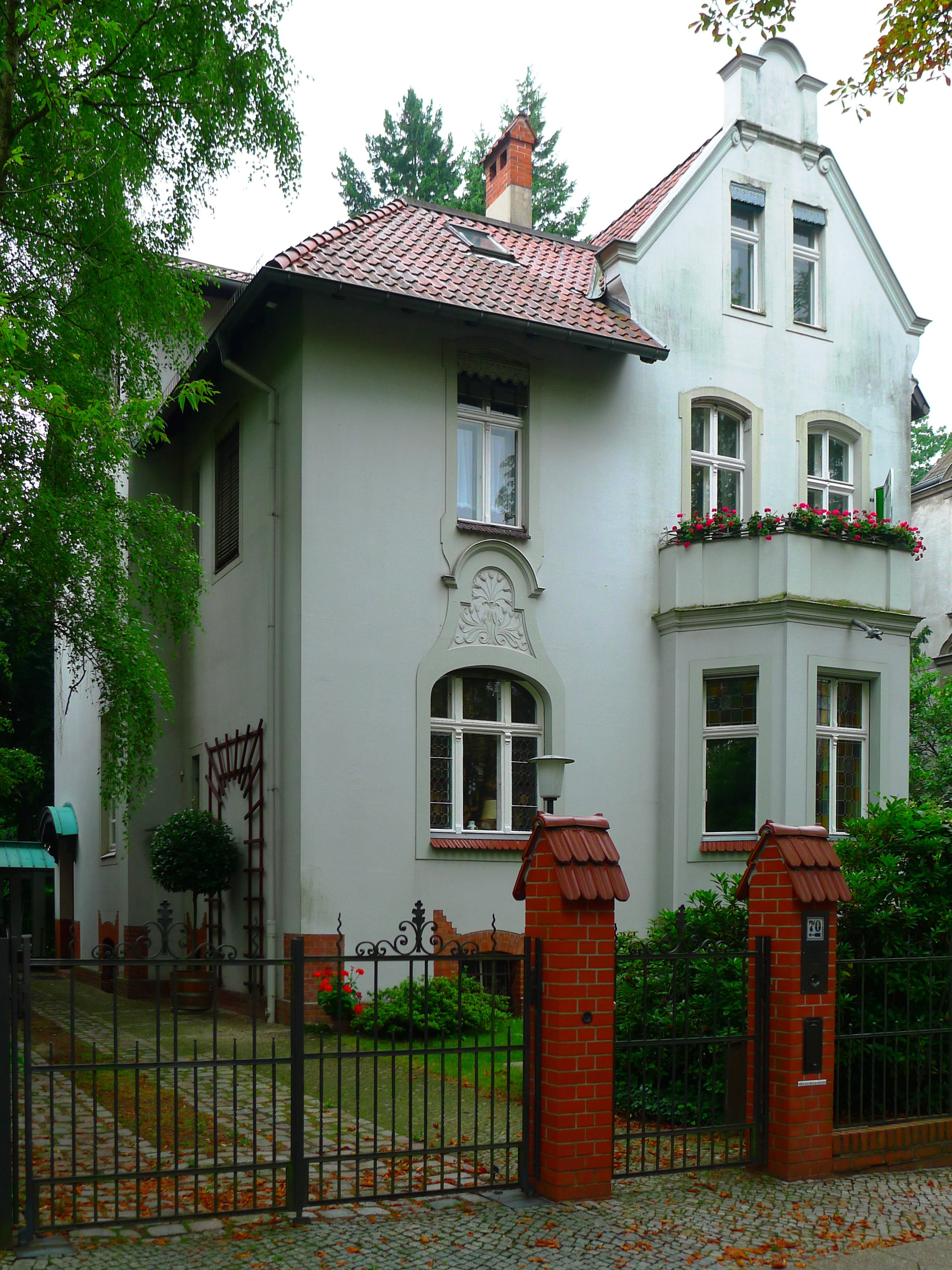
Wohnhaus Ringstraße 70 (erbaut 1903)
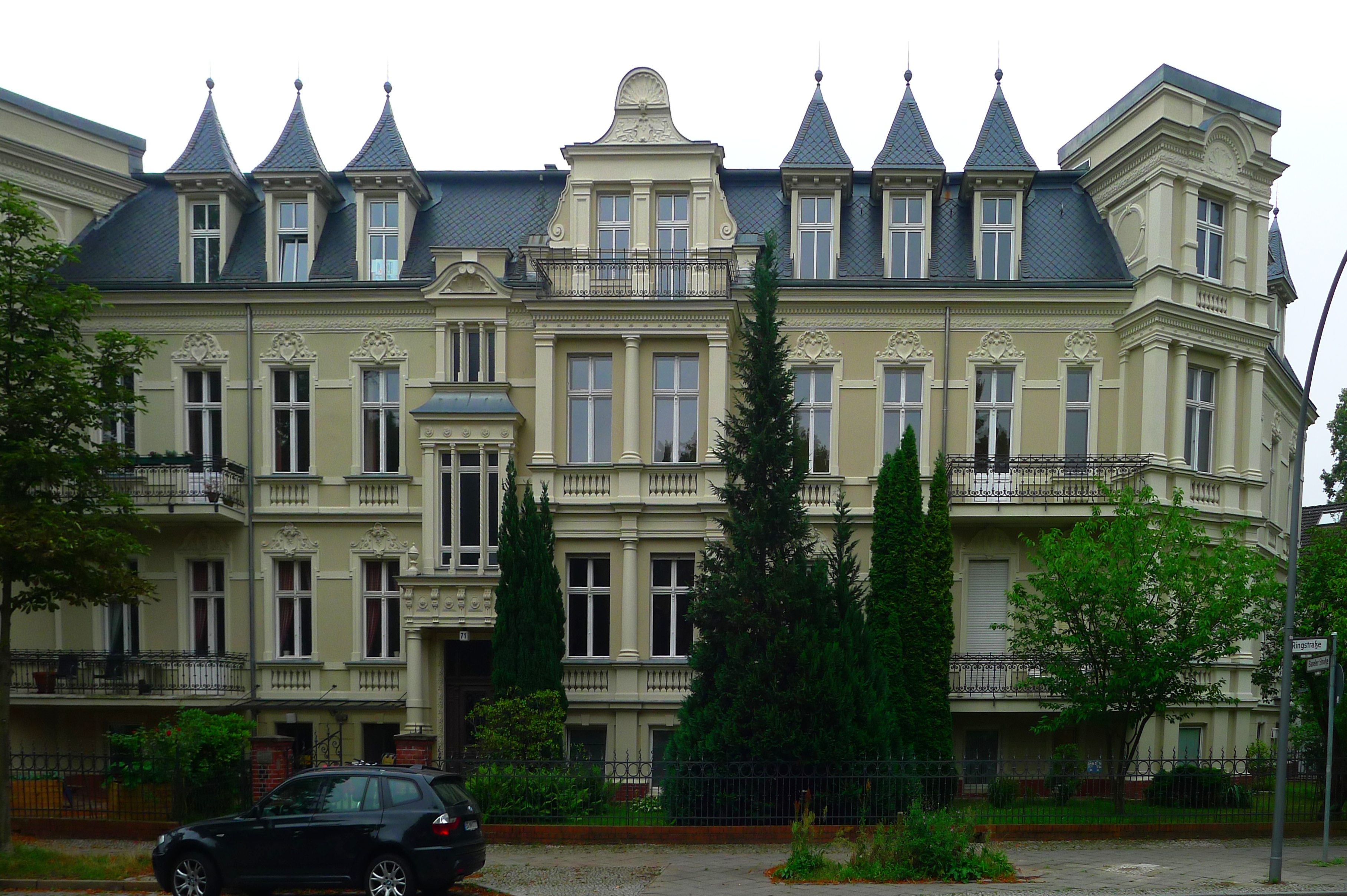
Mietshaus Ringstraße 71 (erbaut 1900)
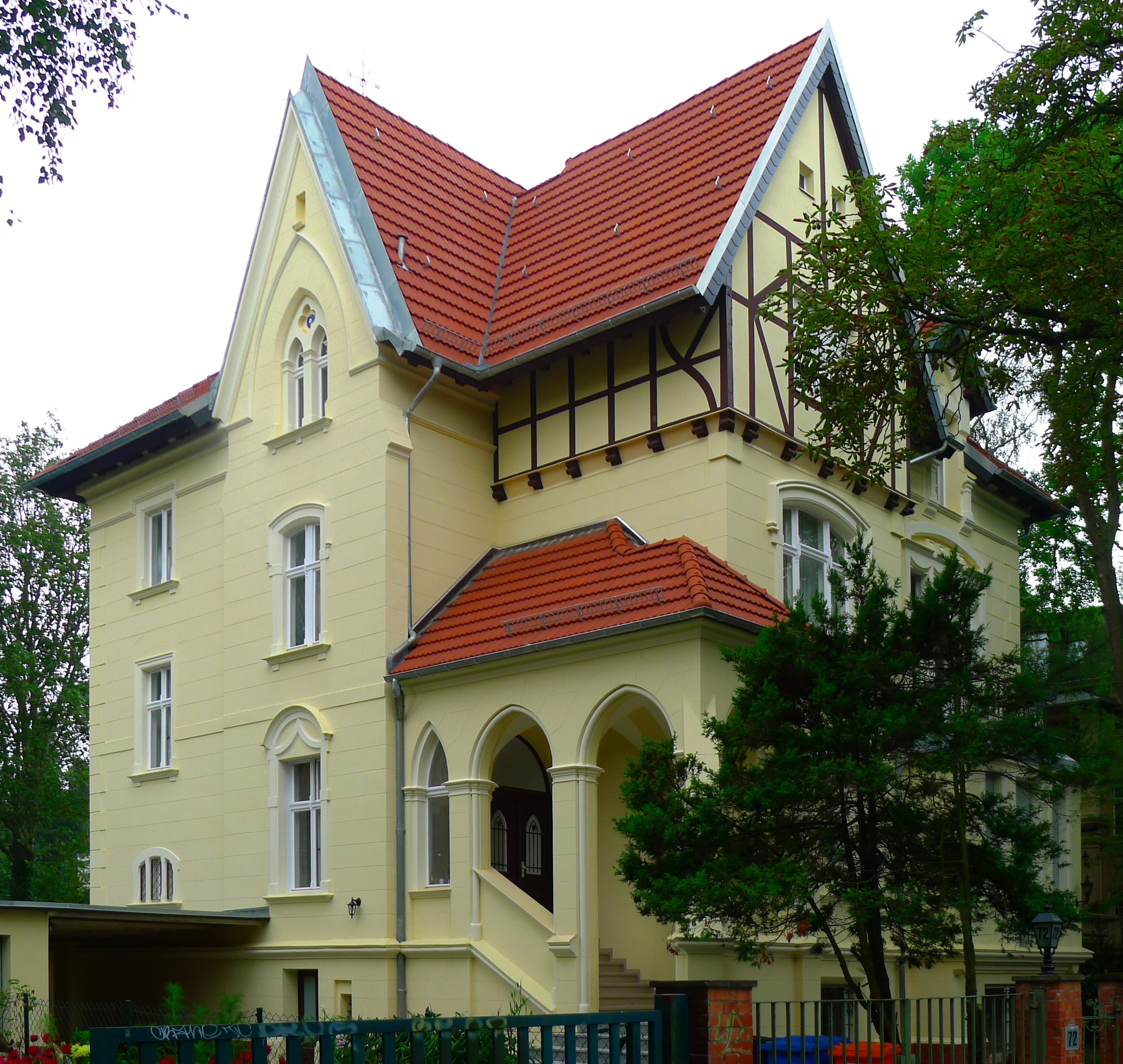
Wohnhaus Ringstraße 72 (erbaut 1903)
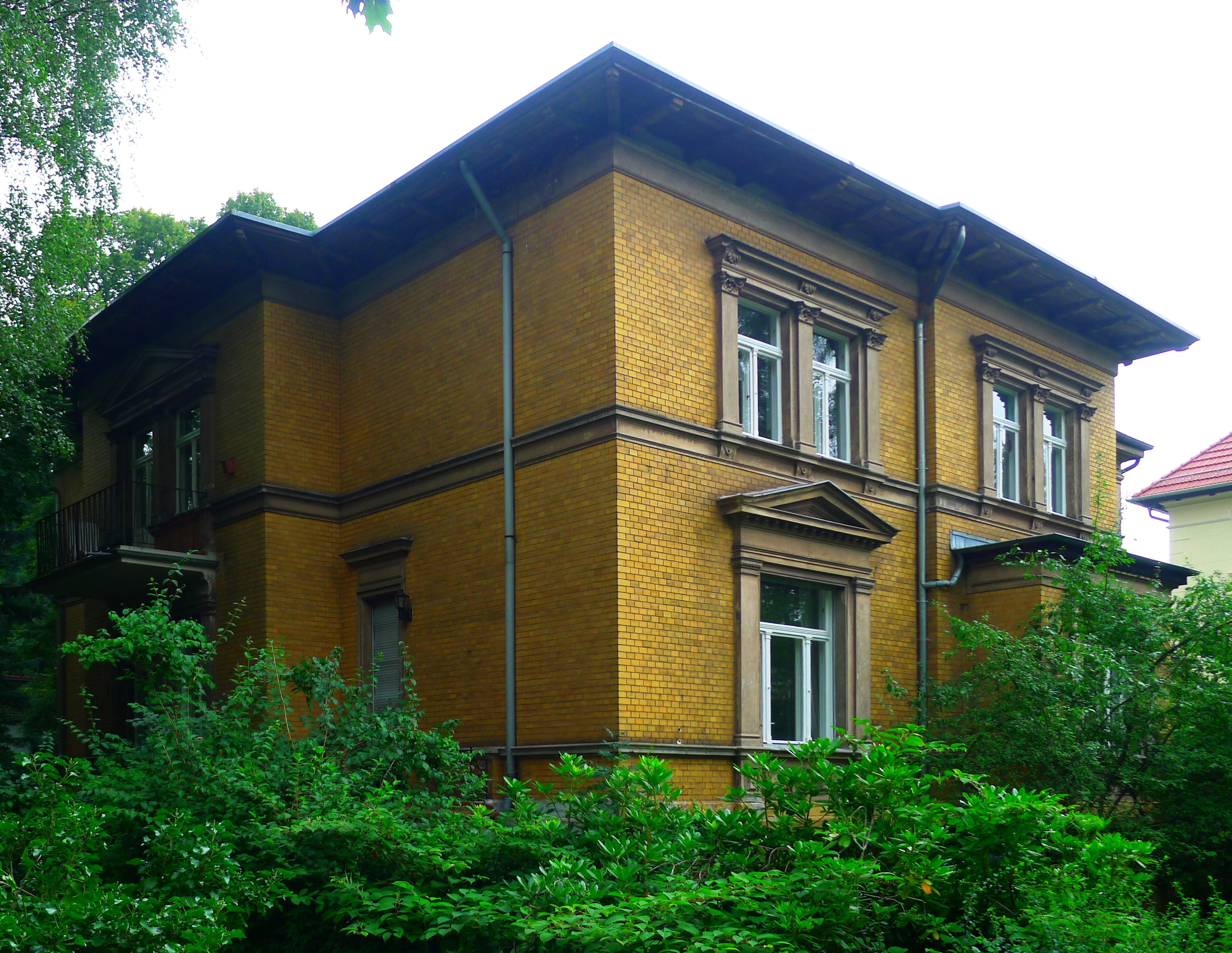
Wohnhaus Ringstraße 73 (erbaut 1893)
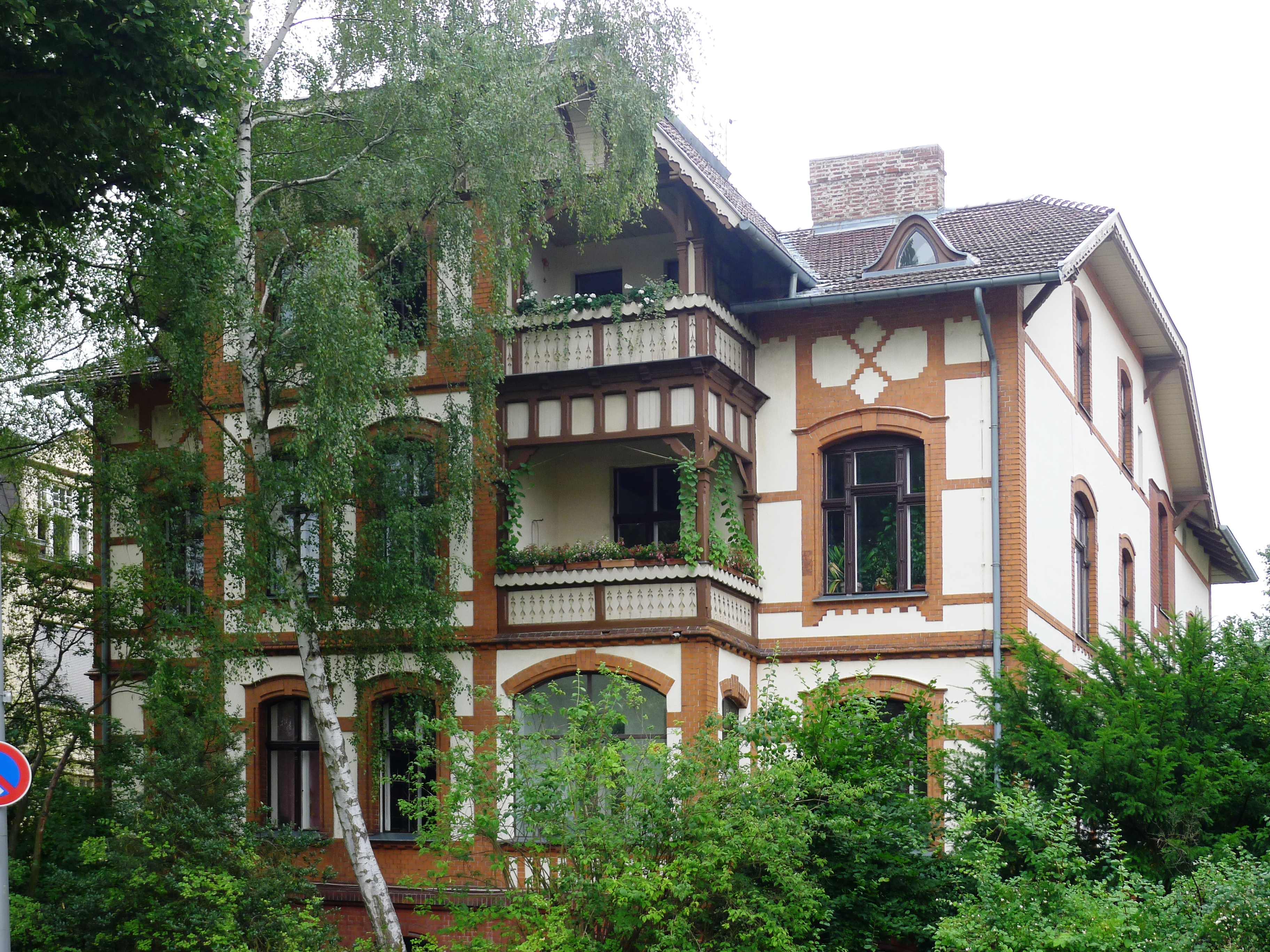
Mietshaus Ringstraße 83 (erbaut 1900)
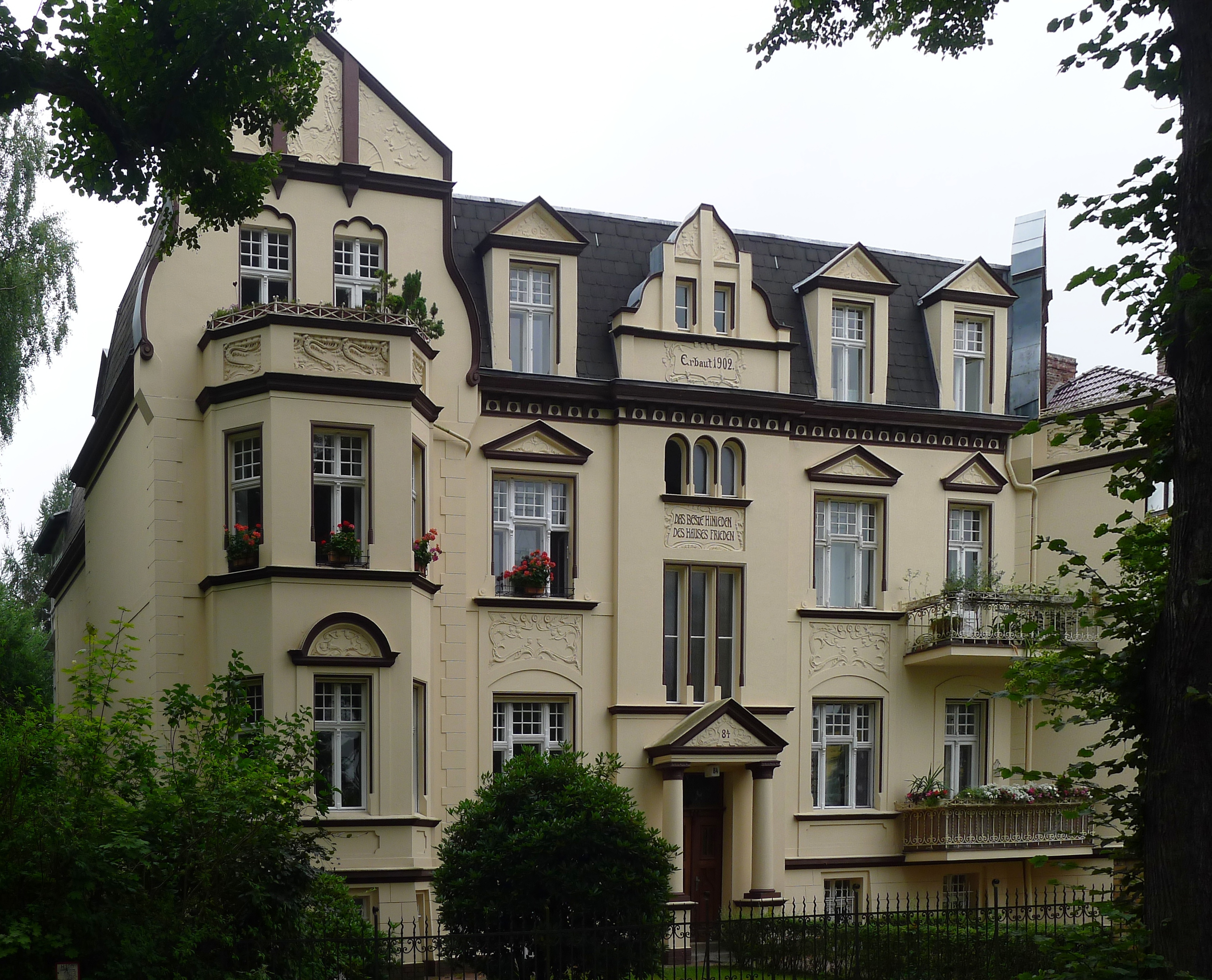
Mietshaus Ringstraße 84 (erbaut 1902)
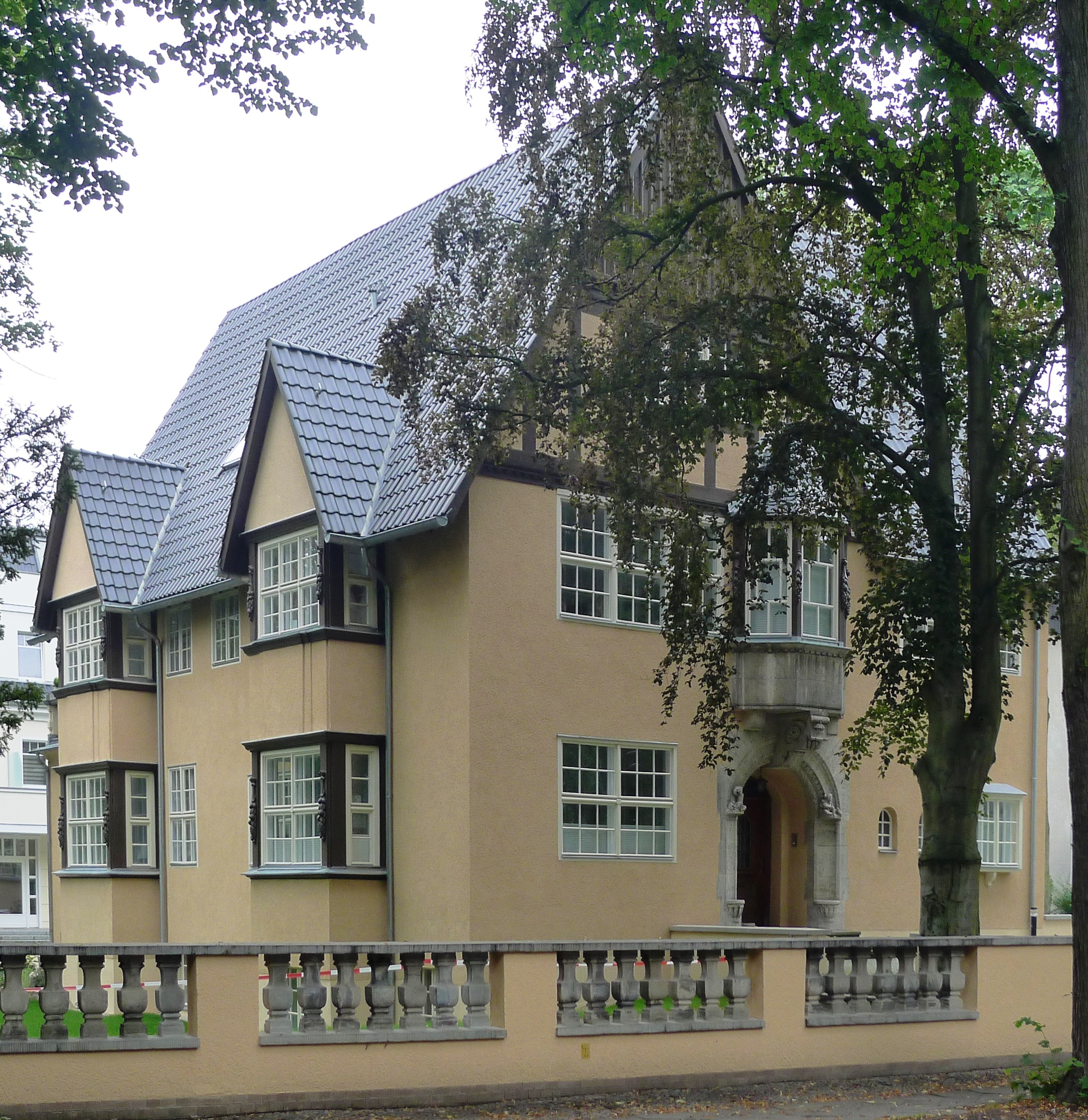
Landhaus Ringstraße 89 (erbaut 1911)
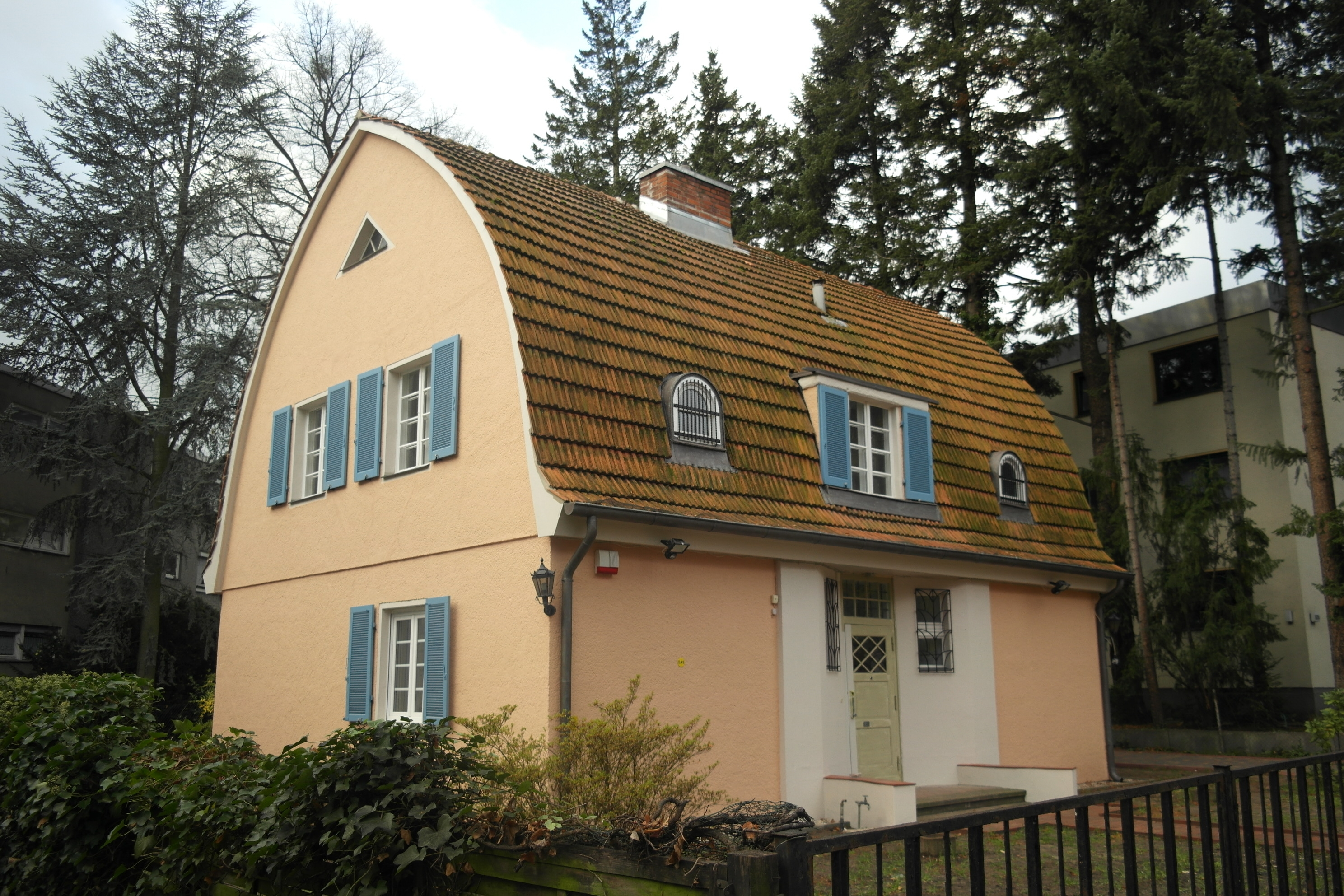
Wohnhaus Ringstraße 108 (erbaut 1922)